# Can Sala (Viladecans)
Can Sala és una obra del municipi de Viladecans (Baix Llobregat) inclosa en l'Inventari del Patrimoni Arquitectònic de Catalunya.

## Història
A la falda de la serra de Montbaig de Viladecans s'emplaça la masia de Can Sala - Can Menut.
Des de finals del segle xiii i fins a les primeres dècades del segle xix el mas es va conèixer com a mas La Verdera, encara que va anar canviant de propietaris. A partir de 1822 i fins a l'any 2004 el mas ha estat propietat de la família Sala-Amat.
La primera referència documental de l'existència d'aquest mas és del 7 de març de 1296, quan Guillem de Terrassa, de Viladecans, fa donació a la seva filla Berenguera, d'unes terres que toquen amb el mas d'en Verdera.
A finals del segle xiv (1391) i al llarg del segle xv (1434) el mas era propietat de la família Ros. Galceran Burgès, senyor de Viladecans, cobrava tributs per aquesta finca.
Al llarg del segle xvi els Colomer en són els propietaris tal com queda documentat en els fogatges de 1497 i 1553.
Durant tot el segle xvii el mas passà a mans d'en Lluís Jorba, notari de Barcelona.
No tenim notícies del mas durant el segle xviii, si bé coneixem el masover que hi havia a Verdera, explotant les terres i la masia, Esteve Rovira (1754). Entre 1705 i 1731 es van vendre 18 mujades del mas de la Verdera a veïns de Sant Climent. Pel cadastre de 1762 se sap que el mas de la Verdera estava en mans d'Antoni Llorenç de Vilafranca del Penedès.
El 24 de maig de 1822, Josep Sala, de Viladecans, compra a Antoni Llorenç i Pujol, tinent coronel de l'exèrcit, el mas de la Verdera. Josep Torner, pagès de Torrelles de Llobregat fa de masover. Fins a l'any 1831 els Sala anomen Verdera a la masia.
El 12 de desembre de 1847 mor Josep Sala i el seu net, Joan Amat i Sala l'heretà. Entre 1822 i l'any 2004 el mas ha estat propietat de la família Sala Amat. Actualment és propietat de l'empresa Promocions Sant Ramon Viladecans SL.